# Bukovica, Kruševac
Bukovica (izvirno srbsko Буковица) je naselje v Srbiji, ki upravno spada pod Občino Kruševac; slednja pa je del Rasinskega upravnega okraja.

## Demografija
V naselju živi 205 polnoletnih prebivalcev, pri čemer je njihova povprečna starost 46,3 let (45,8 pri moških in 46,8 pri ženskah). Naselje ima 81 gospodinjstev, pri čemer je povprečno število članov na gospodinjstvo 2,99.
To naselje je popolnoma srbsko (glede na rezultate popisa iz leta 2002).
|  |

| Demografija | Demografija     | Demografija     |
| Leto        | Št. prebivalcev | Št. prebivalcev |
| ----------- | --------------- | --------------- |
|             |                 |                 |
|             |                 |                 |
|             |                 |                 |
|             |                 |                 |
| 1948        | 362             |                 |
| 1953        | 376             |                 |
| 1961        | 357             |                 |
| 1971        | 306             |                 |
| 1981        | 293             |                 |
| 1991        | 302             | 267             |
| 2002        | 271             | 242             |
|             |                 |                 |

| Etnična sestava po popisu iz leta 2002 | Etnična sestava po popisu iz leta 2002 | Etnična sestava po popisu iz leta 2002 | Etnična sestava po popisu iz leta 2002 | Etnična sestava po popisu iz leta 2002 |
| -------------------------------------- | -------------------------------------- | -------------------------------------- | -------------------------------------- | -------------------------------------- |
| Srbi                                   | Srbi                                   |                                        | 242                                    | 100,0%                                 |
| Neznano                                | Neznano                                |                                        | 0                                      | 0,0%                                   |